# 윌리 존스 (1925년)
윌리 에드워드 존스(Willie Edward Jones, 1925년 8월 16일 ~ 1983년 10월 18일)는 푸딘스 헤드(Puddin' Head)라는 별명으로 알려진 미국의 전 프로 야구 선수이다. 1940년대 후반부터 1960년대 초반까지 메이저 리그 베이스볼 (MLB)에서 3루수로 뛰었으며, 우투우타였다. 15시즌 동안 필라델피아 필리스, 클리블랜드 인디언스, 신시내티 레즈 등지에서 뛰었다. 통산 1691경기에 출전해 1502안타, 190홈런, 812타점, 786득점, .258의 타율을 기록했다.